# ENIGMA (ラッパー)
ENIGMA（2005年12月2日 - ）は、東京都新宿区出身のラッパー。身長は174cm。2020年から活動している。
ラッパーのDOTAMAの音源を中学1年生の時に聴いたことからHIPHOPにハマり始める。
主にネットのラップ大会を中心に活躍している。また自身のTwitterが梅田サイファーのOSCAやMCfrogなどのプロからもフォローされるほどの知名度を持つ。特技は早口押韻フロー。
病院の院長である母とサラリーマンの父を持ち、2歳上の姉がいる。幼少期から父親の影響で音楽が好きであり、特に槇原敬之や B'zを聴かされていたという。現在のENIGMA自身は元ゆらゆら帝国の坂本慎太郎や岡村靖幸などを聴くという。
名前の由来は中学2年生の時に友達に勧められてハマった漫画、アニメ「ジョジョの奇妙な冒険」の4部に登場するスタンドのエニグマからつけたと公言している。また、前はMC鵙、イザナギという名前で活動をしておりENIGMAという名前は3個目の名前であるという。
ENIGMAの名前で映像作品を制作する活動もしており、「髑髏」「金魚の幽霊」などの作品をyoutubeにアップロードしていたが、2020年7月24日に全て削除した。それは8月に新曲のMVをリリースするためである。また、2021年の冬に1stEPの発売を予定している。DJ、プロデュースはDJ.作曲家.GallanTが担当した。
ENIGMAの憧れは日本のラッパーMU-TON、Authority、アメリカのラッパーEMINEMやアメリカのバンドred hot chili peppersのベーシストであるフリーであるという。ギター、ベース、ドラムをやっており小学6年生までは金管バンドでトランペットをやっていた。現在の趣味は釣り、アニメのフィギュアの収集、川魚を見ること、ラーメン食べ歩き、などである。学校では色々と問題を起こしており、彼の学年では彼のことを知らない人は誰も居ないという…。だが、成績は学年200位だという。